# Jules Sirot
Pour les articles homonymes, voir Sirot.
Jules Sirot; né le 17 février 1843 à Valenciennes (Nord) et mort le 12 février 1918 à Aire-sur-la-Lys (Pas-de-Calais), est un homme politique français.

## Biographie

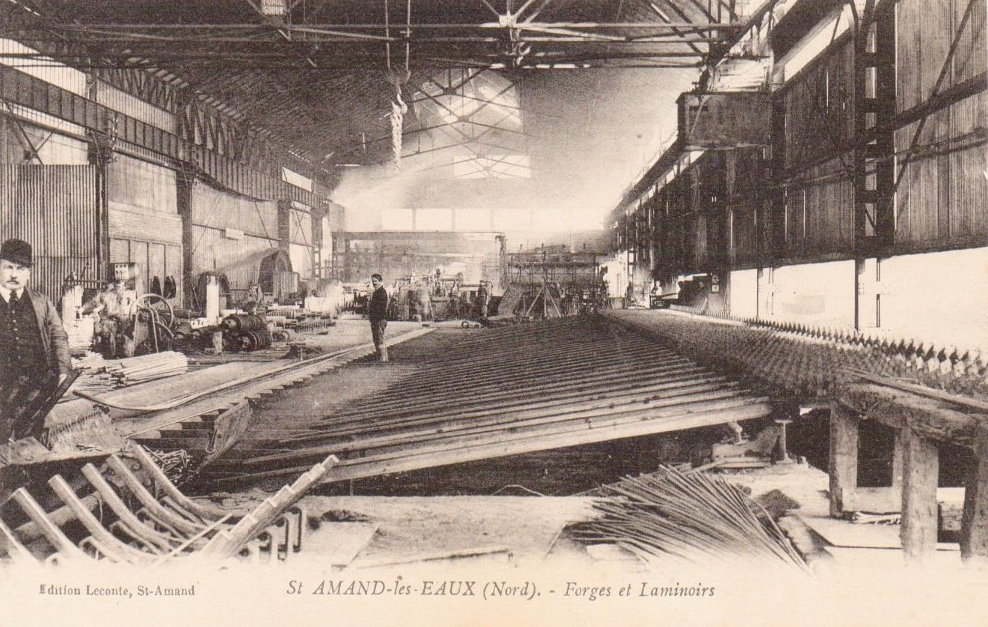
Forges et laminoirs de Jules Sirot (1860) à Saint-Amand-les-Eaux

Jules Sirot est ingénieur diplômé de l'École des arts industriels et des mines (actuelle École centrale de Lille), promotion 1860
. Maitre de forges, il est maire de Saint-Amand-les-Eaux et conseiller général. 
Il est député du Nord
 de 1889 à 1893, siégeant sur les bancs républicains ; Hector Sirot et César Sirot lui succèdent.
« Jules Sirot avait pris part à la défense de Paris en 1870 comme engagé volontaire et s'y était illustré par son courage. Maître de forges, il devint maire de sa commune, Saint-Amand-les-Eaux, puis conseiller général. Très aimé de ses concitoyens, il se porte candidat aux élections législatives de 1889 comme républicain anti-boulangiste. Dans sa profession de foi, il se présente comme un homme de travail et s'engage à défendre les intérêts de tous les travailleurs dans une République « sans équivoque ». »

## Sources
- « Jules Sirot », dans Adolphe Robert et Gaston Cougny, Dictionnaire des parlementaires français, Edgar Bourloton, 1889-1891 [détail de l’édition]